# Bromelioideae
Bromelioideae Burnett, 1835 è una sottofamiglia delle Bromeliaceae.

## Descrizione
La maggior parte delle piante in questo gruppo sono epifite, sebbene alcune si siano evolute,  per le condizioni terrestri.
Nella maggior parte delle Bromelioideae, il fogliame cresce a formare una rosetta, in cui l'acqua è catturata e accumulata. Le loro foglie sono solitamente spinate e producono frutti a bacca nelle loro fioriture. Queste piante contengono un ovario inferiore.

## Tassonomia
La sottofamiglia Bromelioideae comprende i seguenti generi:
- Acanthostachys Link, Klotzsch & Otto (2 spp.)
- Aechmea Ruiz & Pav. (250 spp.)
- Ananas Mill. (2 spp.)
- Androlepis Brongn. ex Houllet (3 spp.)
- Araeococcus Brongn. (4 spp.)
- Billbergia Thunb. (62 spp.)
- Bromelia L. (70 spp.)
- Canistropsis (Mez) Leme (10 spp.)
- Canistrum É.Morren (14 spp.)
- Cryptanthus Otto & A.Dietr. (55 spp.)
- Deinacanthon Mez (1 sp.)
- Disteganthus Lem. (4 spp.)
- Edmundoa Leme (3 spp.)
- Eduandrea Leme, W.Till, G.K.Br., J.R.Grant & Govaerts (1 sp.)
- Fascicularia Mez (1 sp.)
- Fernseea Baker (2 spp.)
- Forzzaea Leme, S.Heller & Zizka (7 spp.)
- Greigia Regel (35 spp.)
- Hohenbergia Schult.f. (49 spp.)
- Hohenbergiopsis L.B.Sm.& Read (1 sp.)
- Hoplocryptanthus (Mez) Leme, S.Heller & Zizka (9 spp.)
- Karawata J.R.Maciel & G.M.Sousa (7 spp.)
- Lapanthus Louzada & Versieux (2 spp.)
- Lymania Read (9 spp.)
- Neoglaziovia Mez (3 spp.)
- Neoregelia L.B.Sm. (125 spp.)
- Nidularium Lem. (46 spp.)
- Ochagavía Phil. (4 spp.)
- Orthophytum Beer (67 spp.)
- Portea Brongn. ex K.Koch (8 spp.)
- Pseudaraeococcus (Mez) R.A.Pontes & Versieux (6 spp.)
- Quesnelia Gaudich. (23 spp.)
- Rokautskyia Leme, S.Heller & Zizka (14 spp.)
- Ronnbergia É.Morren & André (20 spp.)
- Sincoraea Ule (11 spp.)
- Wittmackia Mez (44 spp.)
- Wittrockia Lindm. (5 spp.)

Sono inoltre noti i seguenti ibridi intergenerici:
- × Hohenmea B.R.Silva & L.F.Sousa (Hohenbergia × Aechmea - 1 sp.)
- × Niduregelia Leme (Nidularium × Neoregelia - 3 sp.)

### Alcune specie

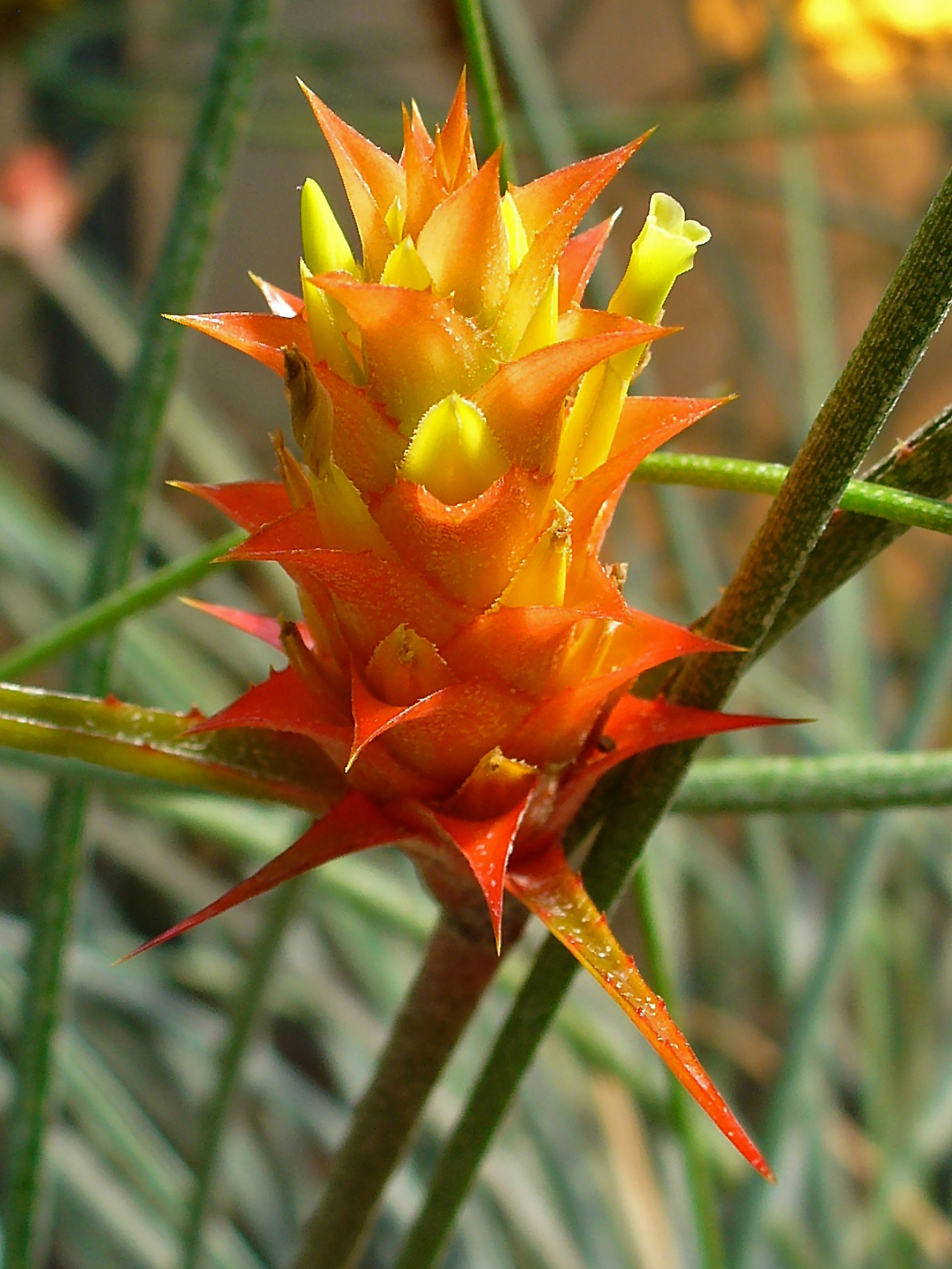
Acanthostachys strobilacea
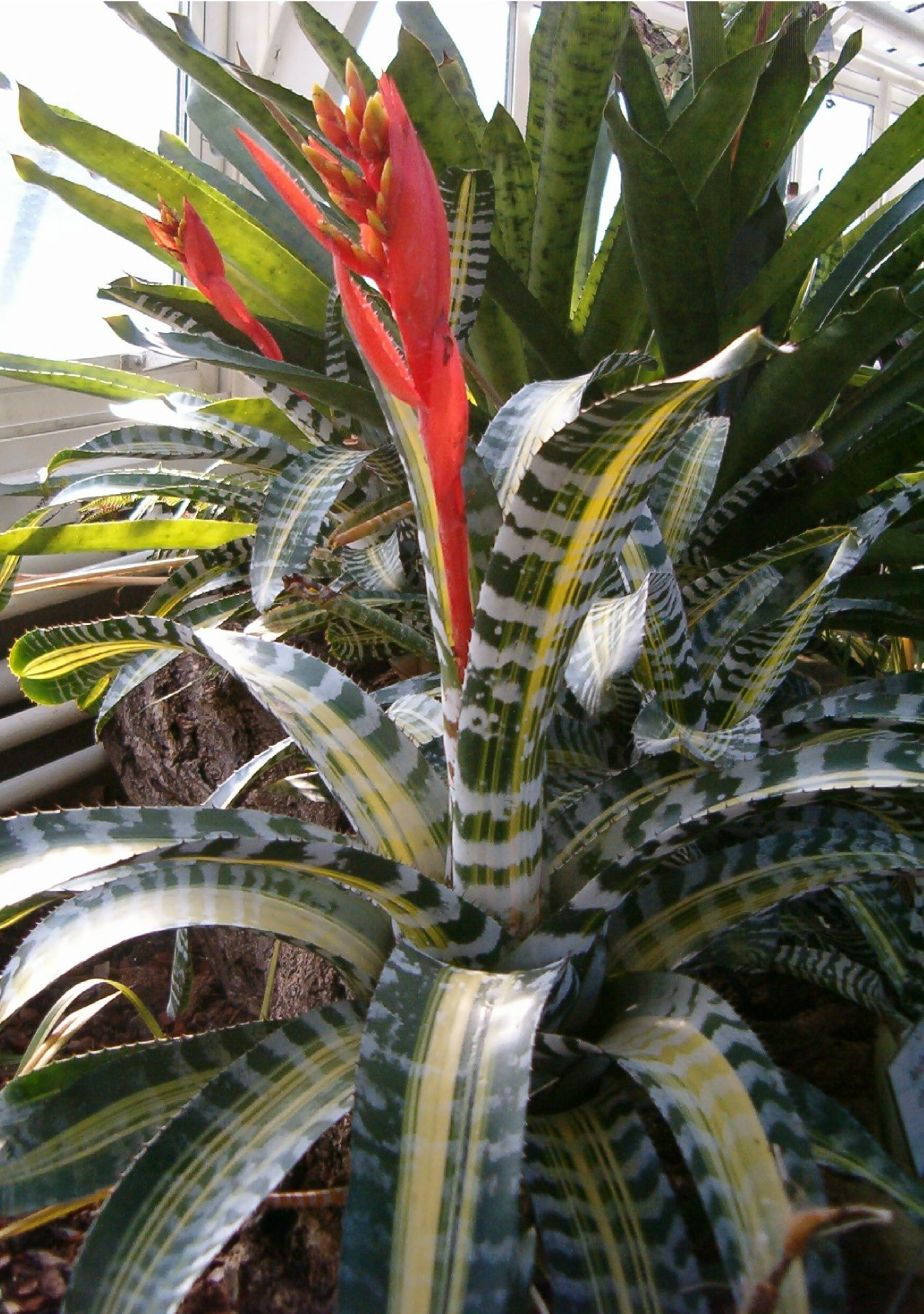
Aechmea chantinii
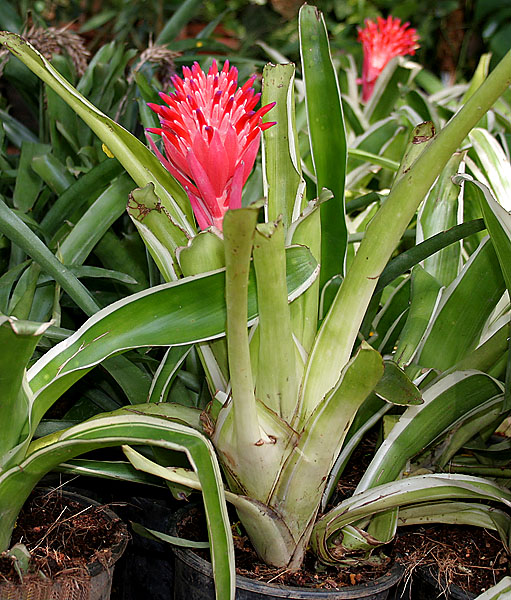
Billbergia pyramidalis
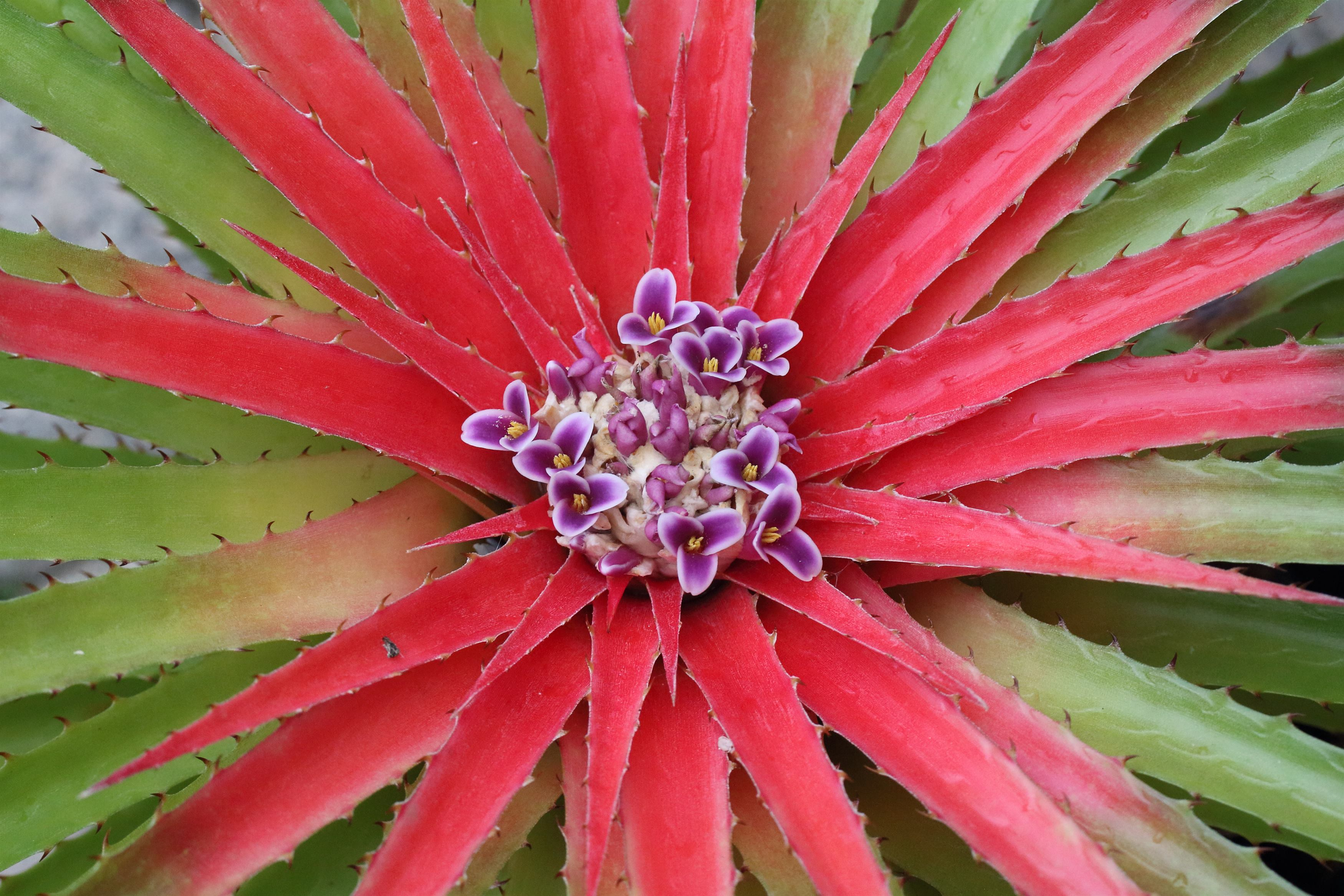
Bromelia humilis
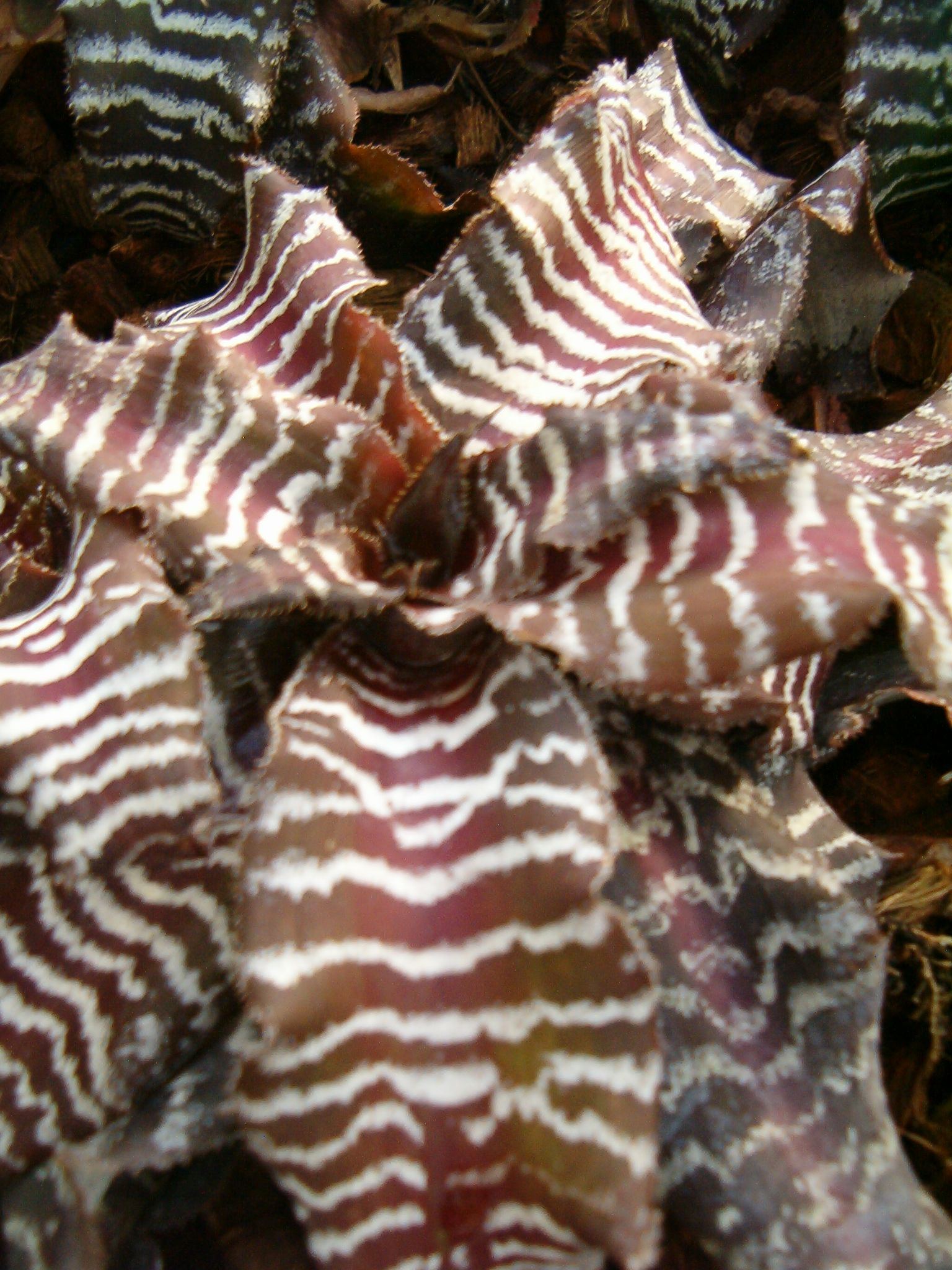
Cryptanthus zonatus
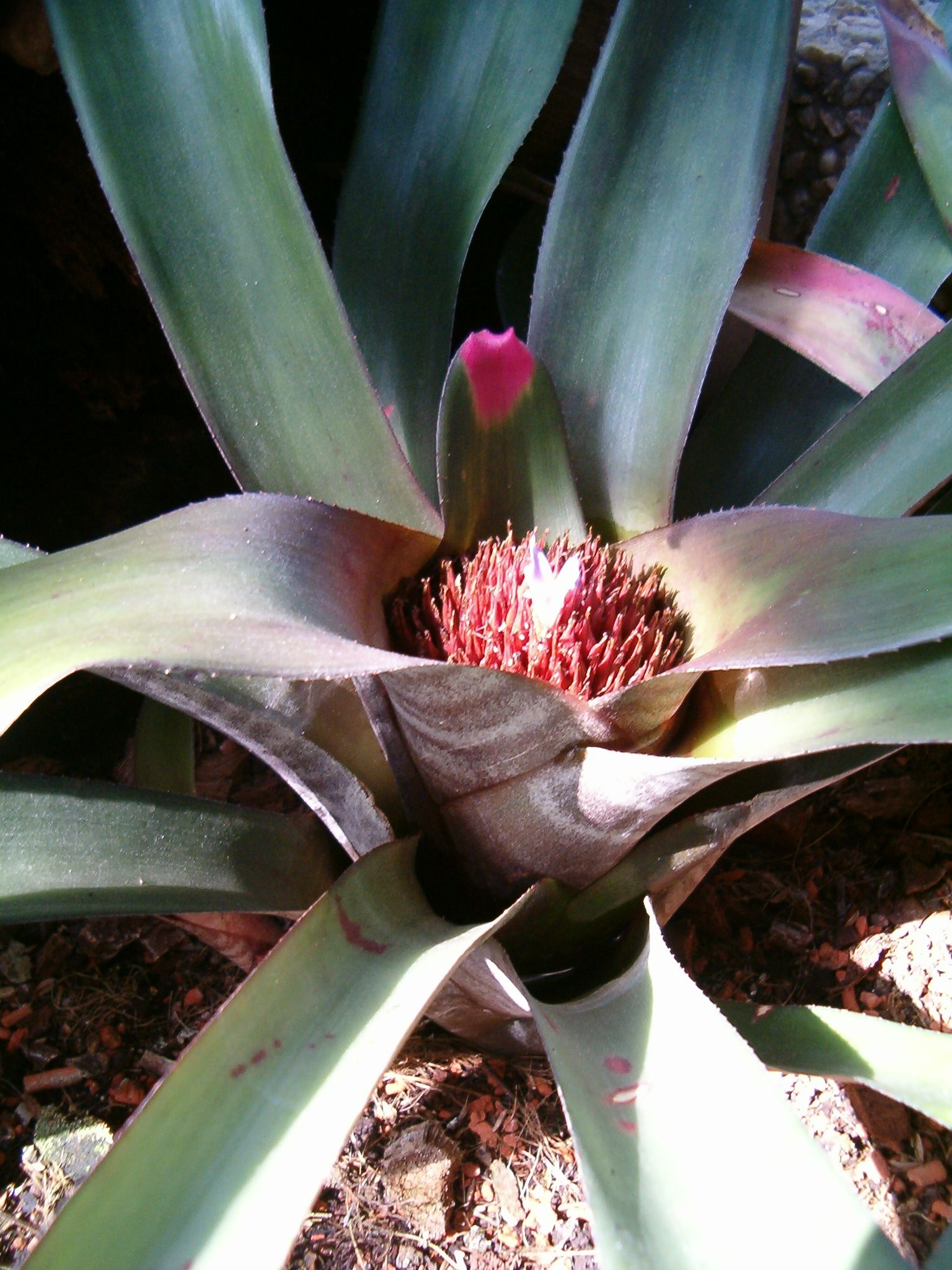
Neoregelia spectabilis